# George L. Sheldon
Pour les articles homonymes, voir Sheldon.
George Lawson Sheldon, né le 31 mai 1870 à Nehawka(États-Unis) et mort le 4 avril 1960 à Greenville (États-Unis), est un homme politique américain. Il est le 14e gouverneur du Nebraska entre 1907 et 1909.

## Sources
- (en) Cet article est partiellement ou en totalité issu de l’article de Wikipédia en anglais intitulé « George L. Sheldon » (voir la liste des auteurs).